# Kokiriidae
Kokiriidae (лат.) — семейство ручейников подотряда Integripalpia, включающее около 15 видов.

## Распространение
Австралия, Новая Зеландия, Новая Каледония, Неотропика (Чили).

## Описание
Мелкие ручейники с размахом крыльев от 14 до 24 мм, основная окраска от тёмно-коричневой до чёрной. Личинки хищники, живут в построенных ими домиках (трубки) из шёлковых нитей и песчинок на дне водоёмов с быстрым и чистым водотоком. Оцеллий у имаго нет. Нижнечелюстные щупики состоят из 5 члеников (у самцов из 3). Усики длинные (равны длине крыльев). Число шпор на передних, средних и задних ногах имаго равно 1, 4 и 4 (или 2, 4, 4) соответственно.

## Систематика
6 родов. Ранее трактовались как подсемейство Kokiriinae (McFarlane, 1964) в составе семейства Plectrotarsidae, когда был описан Kokiria miharo из Новой Зеландии.
Впервые статус семейства предложен в 1967 году (Ross 1967).
- Kokiria McFarlane, 1964 — Новая Зеландия
  - Kokiria miharo McFarlane, 1964
- Mecynostomella Kimmins, 1953 — Новая Каледония
  - Mecynostomella brevis Johanson, 2003
  - Mecynostomella caledonia Johanson, 2003
  - Mecynostomella flinti Johanson, 2003
  - Mecynostomella fusca Kimmins, 1953
  - Mecynostomella hollowayi Johanson, 2003
  - Mecynostomella sigma Johanson, 2003
  - Mecynostomella spinosa Johanson, 2003
- Pangullia Navás, 1934 — Южная Америка
  - Pangullia faziana Navás, 1934  (впервые описан в составе Limnephilidae).
    - = Rhynchopsyche fusca Schmid (впервые описан в составе Brachycentridae)
- Tanjistomella Neboiss, 1974 — Австралия
  - Tanjistomella verna Neboiss, 1974
- Taskiria Neboiss, 1977 — Австралия
  - Taskiria austera Neboiss, 1977
  - Taskiria mccubbini Neboiss, 1977
  - Taskiria otwayensis Neboiss, 1984
- Taskiropsyche Neboiss, 1977[5] — Австралия
  - Taskiropsyche lacustris Neboiss, 1977